# Полесский национальный университет
Полесский национальный университет (укр. Поліський національний університет) — высшее учебное заведение в городе Житомир.

## История
В 1920 году в селе Новая Чертория Новоград-Волынского уезда Волынской губернии был открыт Волынский агротехникум, в 1922 году переведённый в Житомир.
После объединения в 1930 году Волынского сельскохозяйственного техникума и Житомирского землеустроительного техникума 12 июня 1930 года был создан Житомирский сельскохозяйственный институт технических культур. С этого времени началась история института как высшего сельскохозяйственного учебного заведения.
В 1933 году институт открыл заочное отделение.
1 сентября 1935 года учебное заведение было преобразовано в Житомирский сельскохозяйственный институт.
Во время Великой Отечественной войны институт пострадал в ходе боевых действий и во время немецкой оккупации города (9 июля 1941 - 31 декабря 1943), но уже 12 января 1944 года возобновил работу. Одновременно началось его восстановление.
В 1948 году был открыт зоотехнический факультет.
По состоянию на 1 января 1951 года здесь обучалось 680 студентов, в составе института действовали два факультета (агрономический и зоотехнический), заочное отделение, учебно-опытное хозяйство и ботанический сад.
В начале 1980-х годов основными направлениями деятельности института являлись подготовка квалифицированных специалистов для сельского хозяйства СССР и решение актуальных вопросов сельскохозяйственного производства полесских районов УССР.
В 1980 учебном году здесь обучалось 2660 студентов, в составе института действовали 4 факультета со стационарным и заочным обучением (агрономический, зооинженерный, экономический и факультет повышения квалификации руководящих кадров и специалистов сельского хозяйства), учебно-опытное хозяйство общей площадью 6378 га, научно-исследовательская лаборатория и библиотека (фонды которой насчитывали свыше 200 тыс. книг).
После провозглашения независимости Украины институт министерства сельского хозяйства СССР перешёл в ведение министерства сельского хозяйства и продовольствия Украины.
В марте 1995 года Верховная Рада Украины внесла Житомирский сельскохозяйственный институт в перечень предприятий и организаций, приватизация которых запрещена в связи с их общегосударственным значением.
30 августа 2001 года учебное заведение было преобразовано в Житомирский государственный агроэкологический университет.
27 августа 2008 года учебное заведение получило статус национального университета и новое наименование: Житомирский национальный агроэкологический университет.
4 февраля 2015 года Кабинет министров Украины передал университет из сферы управления министерства аграрной политики и продовольствия Украины в ведение министерства образования и науки Украины.
4 марта 2020 года ректор Житомирского национального агроэкологического университета Олег Скидан опубликовал приказ министра образования и науки Украины Анны Новосад № 329 от 3 марта 2020 года о переименовании учебного заведения в Полесский национальный университет.

## Современное состояние
Корпус института находится в бывшем здании окружного суда 1898 года постройки, которое является памятником архитектуры.
В составе университета 8 факультетов, 45 кафедр, 5 научно-инновационных институтов, НИИ региональных экологических проблем, опытное поле, ботанический сад, учебная ферма, учебно-научно-производственная клиника ветеринарной медицины, библиотека, редакционно-издательский отдел, сеть пунктов общепита (4 столовых, 5 буфетов и 2 кафе) и спортивная база.

## Известные выпускники
Герои Социалистического Труда С. Г. Бойко, Л. А. Любченко и С. М. Трохимчук.
Самый высокий человек Украины Леонид Стадник, один из самых высоких людей среди живших на Земле.